# Église Saint-Loup de Saint-Hilaire
Pour les articles homonymes, voir Église Saint-Loup.
L'église Saint-Loup est une église située à Saint-Hilaire, en France. L'église est dédiée à saint Loup (ou Leu), probablement Loup de Troyes.

## Localisation
L'église est située sur la commune de Saint-Hilaire, dans le département français de l'Allier. Elle se trouve dans le bourg ancien, du côté ouest de la D1.

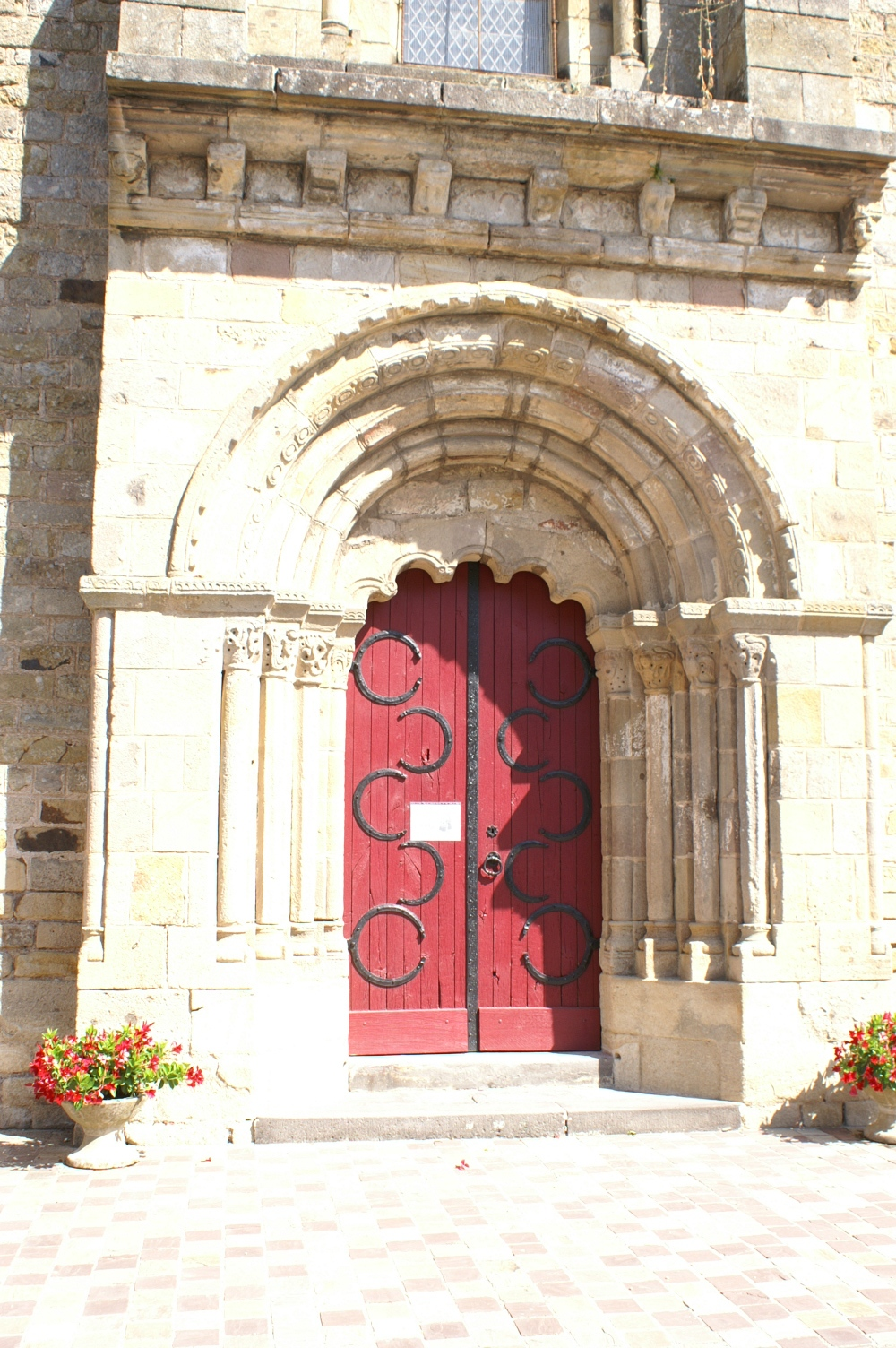
Le portail.

## Description
L'église possède une nef unique et un transept saillant.
Le portail polylobé présente quatre colonnettes à chapiteau de chaque côté. La porte de chêne du XVIIIe siècle est couverte de dix pentures en fer forgé en forme de fers à cheval terminés par des têtes de serpents.

## Historique
L'édifice est inscrit au titre des monuments historiques en 2003.